# لوون توماسیان
لوون سریوژایی توماسیان (ارمنی: Լևոն Սերյոժայի Թովմասյան؛ زادهٔ ۲۶ مهٔ ۱۹۵۲) یک سیاستمدار اهل ارمنستان است که از تاریخ ۱۹۹۵ تا تاریخ ۱۹۹۹ سمت نمایندگی دوره اول مجلس ملی جمهوری ارمنستان را برعهده داشت.

## زندگی‌نامه
در ۲۶ مهٔ ۱۹۵۲ در تسوواگیوغ به دنیا آمد و از انستیتو دام‌پروری و دام‌پزشکی ایروان  فارغ‌التحصیل شد. 